# Bady Hassaine
Bady Hassaine est un pilote moto algérien né le 12 octobre 1955 en Algérie. Il a couru entre 1983 et 1990 chez MBA et Honda. Il a fait toute sa carrière en 125 cm3 dans des écuries privées souvent françaises. Il a couru parfois sous les couleurs tunisiennes bien qu'étant algérien.

## Biographie
Bady Hassaine est né en Algérie et reste à l'heure actuelle le seul pilote algérien et plus largement maghrébin à avoir prix part à un Grand Prix. Il débute fortuitement en 1983 dans une toute petite usine française lors du Bol d'Or. À partir de 1983 championnat dominé par Ángel Nieto au treize titres mondiaux il concourt régulièrement en 125 cm³. En 1985 le championnat est remporté par l'italien Fausto Gresini, suivi de Pier Paolo Bianchi, Bady doit attendre 1987 pour marquer ses premiers points faute aux motos qu'il conduit. Ami de nombreux pilotes français dont Rachel Nicotte, il réussit en 1988 à obtenir une bonne moto. Il termine 6e en Suède course remporté par Jorge Martínez. Il finira le championnat avec 14 points à la 25 ème place. L'année suivante il ne parvient pas à reproduire la même saison et qui sera remporté par Álex Crivillé suivi de Hans Spaan et achève sa carrière en 1990. Depuis il court toujours dans les épreuves d'endurance et en rallye routier.

## Palmarès
- Meilleur résultat : 6e à Anderstorp en 1988.